# Morgan Boulevard (Metro de Washington)
Morgan Boulevard es una estación en la línea Azul del Metro de Washington, administrada por la Autoridad de Tránsito del Área Metropolitana de Washington. La estación se encuentra localizada en 300 Garrett Morgan Boulevard en Landover, Maryland. La estación Morgan Boulevard fue inaugurada el 18 de diciembre de 2004. 

## Descripción
La estación Morgan Boulevard cuenta con 1 plataforma central. La estación también cuenta con 635 de espacios de aparcamiento y 9 espacios para bicicletas con 40 casilleros.

## Conexiones
La estación cuenta con las siguientes conexiones de autobuses: 
- Rutas del MetroBus